# ليو تيليكا
ليو تيليكا (بالفرنسية: Léo Tilica)‏ (20 أبريل 1995 بالبرازيل - ) هو لاعب كرة قدم برازيلي في مركز الجناح في نادي النجمة السعودي.

## روابط خارجية
- ليو تيليكا على موقع قاعدة بيانات كرة القدم.إي يو (الإنجليزية)
- ليو تيليكا على موقع Soccerway.com (الإنجليزية)